# 榕华街道
榕华街道，是中华人民共和国广东省揭阳市榕城区下辖的一个乡镇级行政单位。

## 行政区划
榕华街道下辖以下地区：
进东社区、进安社区、进贤社区、天福社区、北门社区、埔上社区、港乾社区、巷畔社区、西头社区、丹凤社区和凤港村。